# Bohuslän
Bohuslän is een zogenoemd landschap in het Zuid-Zweedse landsdeel Götaland. Het ligt aan de westkust tussen Göteborg en de Noorse grens. Aan de oostkant grenst het aan Dalsland en Västergötland. In het westen van Bohuslän ligt het Kattegat. Bohuslän heeft een oppervlakte van 5141 km². Bohuslän is onder andere bekend om zijn scherenkust en zijn talrijke archeologische vondsten uit de Vikingtijd.
Bohuslän behoorde oorspronkelijk tot Noorwegen maar werd bij de Vrede van Roskilde in 1658 aan Zweden afgestaan.
Bohuslän behoort tot de provincie Västra Götalands län.
Ångermanland · Blekinge · Bohuslän · Dalarna · Dalsland · Gästrikland · Gotland · Halland · Hälsingland · Härjedalen · Jämtland · Lapland · Medelpad · Närke · Norrbotten · Öland · Östergötland · Skåne · Småland · Södermanland · Uppland · Värmland · Västerbotten · Västergötland · Västmanland